# Jan Albers (Künstler)
Jan Albers (* 1971 in Wuppertal) ist ein deutscher Künstler, der vor allem für Reliefplastiken und Zeichnungen bekannt ist.

## Leben und Werk
Albers, der in Namibia aufwuchs, studierte von 1992 bis 1998 an der Kunstakademie Düsseldorf, u. a. bei Jan Dibbets. 1996 stellte er in der Kölner Galerie Lukas & Hoffmann erstmals eigene Werke aus. Zwischen 1997 und 2005 erhielt er Stipendien der Kunstakademie Düsseldorf, der Kunststiftung NRW und der Derik-Baegert-Gesellschaft. 2003 fand eine erste institutionelle Einzelausstellung seiner Werke unter dem Titel „Transistor“ im Museum Het Valkhof in Nijmegen statt. Seitdem gab es fortlaufend weitere Ausstellungen in Museen und Galerien des In- und Auslandes, darunter eine Ausstellung anlässlich der Verleihung des Dahlmann-Preises im Leopold-Hoesch-Museum in Düren, welches sein gesamtes Fotoarchiv zur weiteren Zusammenarbeit in die Sammlung aufgenommen hat. Von März bis Juni 2015 widmete sich des Weiteren die Von der Heydt-Kunsthalle in Wuppertal Albers Werk in einer umfassenden Einzelausstellung, die im gleichen Jahr in das Kunstpalais Erlangen wanderte. Die Kunsthalle Wilhelmshaven zeigte Albers 2016.

## Preise und Auszeichnungen
- 2006: The Pollock-Krasner Foundation Award, New York
- 2013: Dahlmann-Preis, Leopold-Hoesch-Museum & Papiermuseum Düren[3]

## Ausstellungen (Auswahl)
2015
- „cOlOny cOlOr“, Kunstpalais Erlangen, DE (cat.) (solo)[4]
- „cOlOny cOlOr“, Von der Heydt-Kunsthalle, Wuppertal, DE (cat.) (solo)[4]

2012
- „parcOurs mOrtale“, Langen Foundation, Neuss[4]

2008
- „Kollekte“, Museum Morsbroich, Leverkusen, DE (two-person show with Jens Ullrich, cat.) curated by Stefanie Kreuzer[4]

2007
- „E.Kunz Portal zu Robben Island“, Mönchehaus Museum Goslar, DE (solo, cat.), curated by Bettina Ruhrberg[4]